# ウィザーディング・ワールド・オブ・ハリー・ポッター
- 魔法ワールド > ウィザーディング・ワールド・オブ・ハリー・ポッター
- ユニバーサル・パークス&リゾーツ > ウィザーディング・ワールド・オブ・ハリー・ポッター
  - ユニバーサル・オーランド・リゾート > アイランズ・オブ・アドベンチャー > ウィザーディング・ワールド・オブ・ハリー・ポッター
  - ユニバーサル・オーランド・リゾート > ユニバーサル・スタジオ・フロリダ > ウィザーディング・ワールド・オブ・ハリー・ポッター
  - ユニバーサル・スタジオ・ジャパン > ウィザーディング・ワールド・オブ・ハリー・ポッター
  - ユニバーサル・スタジオ・ハリウッド > ウィザーディング・ワールド・オブ・ハリー・ポッター
  - ユニバーサル・スタジオ・北京 > ウィザーディング・ワールド・オブ・ハリー・ポッター

ウィザーディング・ワールド・オブ・ハリー・ポッター（The Wizarding World of Harry Potter）は、ユニバーサル・デスティネーションズ&エクスペリエンシズによって展開されているテーマエリアのチェーンであり、『魔法ワールド』に基づいている。このエリアは、ワーナー・ブラザースによる映画シリーズやJ・K・ローリングによる原作小説の要素を取り入れ、ユニバーサル・クリエイティブがワーナー・ブラザース・エンターテインメントとの独占ライセンス契約のもとで設計したものである。

## 背景
2003年、ディズニーまたはユニバーサルのいずれかのテーマパークにハリー・ポッターを題材にしたアトラクションが登場するという噂が浮上した。しかし、ハリー・ポッターの権利を保有していたワーナー・ブラザースはこの噂を否定した。その後、ディズニーとユニバーサルの両社がワーナー・ブラザースおよびローリングとの間でテーマパーク権利を巡る交渉を開始した。2004年、ローリングはディズニーと意向表明書を交わし、同社はウォルト・ディズニー・ワールドのマジック・キングダム内にあるファンタジーランドの一部としてハリー・ポッターエリアを開発する計画を立てていた。しかし、2007年1月、About.comが「非常に信頼できる情報源」から得た噂として、アイランズ・オブ・アドベンチャー内の「ロスト・コンチネント」エリアが、人気の子ども向けフランチャイズの物語とキャラクターをテーマに再構成されると報じた。その数日後、他の情報源も新エリアがハリー・ポッターに関連すると非公式に確認した。2007年5月31日、ユニバーサルとワーナー・ブラザースは共同で、『ウィザーディング・ワールド・オブ・ハリー・ポッター』をアイランズ・オブ・アドベンチャーに設置することを正式に発表した。

## 概要

### ユニバーサル・オーランド・リゾート
フロリダ州オーランドにあるユニバーサル・オーランド・リゾート内の両テーマパーク、アイランズ・オブ・アドベンチャーとユニバーサル・スタジオ・フロリダには、『ウィザーディング・ワールド・オブ・ハリー・ポッター』をテーマにしたエリアがある。両パークにはホグワーツ特急の駅があり、映画シリーズに登場する列車を再現した実物大モデルに乗車して、両パーク間を移動できる。
アイランズ・オブ・アドベンチャーの『ウィザーディング・ワールド・オブ・ハリー・ポッター』は2010年6月18日にオープンした。このエリアにはホグズミード村の再現や3つのアトラクションが含まれる。目玉アトラクションはホグワーツ魔法魔術学校を再現した施設内にある「ハリー・ポッター・アンド・ザ・フォービドゥン・ジャーニー」だ。2019年6月13日には、新しいローラーコースター「ハグリッドのマジカル・クリーチャー・モーターバイク・アドベンチャー」が「ドラゴン・チャレンジ」の跡地にオープンした。他のアトラクションには、家族向けローラーコースター「フライト・オブ・ザ・ヒッポグリフ」やホグワーツ特急がある。その他の見どころには、「オリバンダーの店」、「トライウィザード・スピリット・ラリー」、「フロッグ・クワイア」などがある。ホグズミード村には、原作シリーズに登場する「ダービシュ・アンド・バングズ」、「ハニーデュークス」、「オリバンダーの店」、「三本の箒」、「ホッグズ・ヘッド・パブ」など多くのショップやレストランがある。
ユニバーサル・スタジオ・フロリダでは、2014年7月8日に別の『ウィザーディング・ワールド・オブ・ハリー・ポッター』エリアがオープンした。このエリアにはダイアゴン横丁とその周辺の路地、マグルのロンドンの一部が再現されている。アトラクションには「ハリー・ポッターとグリンゴッツからの脱出」やホグワーツ特急が含まれる。その他には「オリバンダーの店」、『吟遊詩人ビードルの物語』のパペット公演、セレスターナ・ワーベックとバンシーズによるライブパフォーマンスがある。エリア内には「漏れ鍋」、「ウィーズリー・ウィザード・ウィーズ」、「ボージン・アンド・バークス」、「マダム・マルキンの洋装店」、「ワイズエーカー魔法用品店」、「フローリアン・フォーテスキューのアイスクリームパーラー」などがある。
2025年5月22日には、新テーマパーク「ユニバーサル・エピック・ユニバース」に『ウィザーディング・ワールド・オブ・ハリー・ポッター』の第3エリア「魔法省」がオープンする予定だ。このエリアでは、ハリー・ポッターシリーズとファンタスティック・ビーストシリーズの両方を題材としたアトラクションが展開される。主な見どころとして、1920年代の魔法界パリを舞台にした劇場公演「ル・サーク・アルカヌス」、ショップやレストラン、体験型の施設が含まれる。また、ゲストは「メトロ・フルー」を利用して1990年代のイギリス魔法省へ時間旅行ができる。このエリアの目玉アトラクションは「ハリー・ポッター・アンド・ザ・バトル・オブ・ミニストリー」である。

### ユニバーサル・スタジオ・ジャパン
ユニバーサル・スタジオ・ジャパンでは、2014年7月15日に『ウィザーディング・ワールド・オブ・ハリー・ポッター』がオープンした。このエリアにはホグズミード村、「ハリー・ポッター・アンド・ザ・フォービドゥン・ジャーニー」、ローラーコースター「フライト・オブ・ザ・ヒッポグリフ」が含まれる。日本独自の要素として、ホグワーツの黒い湖や生きたフクロウが展示されている（現在は終了）。

### ユニバーサル・スタジオ・ハリウッド
カリフォルニア州のユニバーサル・スタジオ・ハリウッドでは、2016年4月7日に『ウィザーディング・ワールド・オブ・ハリー・ポッター』がオープンした。このエリアは2013年9月6日に閉鎖された「ジョージのいたずら大冒険」の跡地に設置された。主なアトラクションは、オーランド版と同様の「ハリー・ポッター・アンド・ザ・フォービドゥン・ジャーニー」であり、かつてはクィディッチ風の3Dゴーグルを使用していたが、最近では2D映像に変更された。

## アトラクション
以下の表は、世界中のテーマパークにあるアトラクションを示している。
| 名前 | タイプ     | 設置場所                                  |
| --- | ---------- | ----------------------------------------- |
| フライト・オブ・ザ・ヒッポグリフ（Flight of the Hippogriff）                                                        | ライド     | オーランド、ハリウッド、日本、北京        |
| ハグリッドのマジカル・クリーチャー・モーターバイク・アドベンチャー（Hagrid's Magical Creature Motorbike Adventure） | ライド     | オーランド                                |
| ハリー・ポッター・アンド・ザ・エスケープ・フロム・グリンゴッツ（Harry Potter and the Escape from Gringotts）        | ライド     | オーランド                                |
| ハリー・ポッター・アンド・ザ・フォービドゥン・ジャーニー（Harry Potter and the Forbidden Journey）                  | ライド     | オーランド、ハリウッド、日本、北京        |
| ホグワーツ特急 - ホグズミード駅（Hogwarts Express - Hogsmeade Station）                                             | ライド     | オーランド                                |
| ホグワーツ特急 - キングス・クロス駅（Hogwarts Express - King's Cross Station）                                      | ライド     | オーランド                                |
| ドラゴン・チャレンジ（Dragon Challenge）                                                                            | ライド     | オーランド                                |
| ハリー・ポッター・アンド・ザ・バトル・アット・ザ・ミニストリー（Harry Potter and the Battle at the Ministry）       | ライド     | オーランド                                |
| セレステナ・ワーベック・アンド・ザ・バンシーズ（Celestina Warbeck and the Banshees）                                | ショー     | オーランド                                |
| フロッグ・クワイア（Frog Choir）                                                                                    | ショー     | オーランド、日本、北京                    |
| 夜の騎士バス（Knight Bus）                                                                                          | ショー     | オーランド                                |
| オリバンダーズ・エクスペリエンス（ダイアゴン横丁）（Ollivanders Experience in Diagon Alley）                        | ショー     | オーランド                                |
| オリバンダーズ・エクスペリエンス（ホグズミード村）（Ollivanders Experience in Hogsmeade）                           | ショー     | オーランド、ハリウッド、日本、北京        |
| ザ・ナイトタイム・ライト・アット・ホグワーツキャッスル（The Nighttime Lights at Hogwarts Castle）                   | ショー     | オーランド（2018年 - 2023年）、ハリウッド |
| ダーク・アーツ・アット・ホグワーツキャッスル（Dark Arts at Hogwarts Castle）                                        | ショー     | オーランド、ハリウッド                    |
| ザ・マジック・オブ・クリスマス・アット・ホグワーツキャッスル（The Magic of Christmas at Hogwarts Castle）           | ショー     | オーランド、ハリウッド                    |
| エクスペクト・パトローナム・ナイトショー（Dementor Attack）                                                         | ショー     | 日本                                      |
| ザ・テイルズ・オブ・ビードル・ザ・バード（The Tales of Beedle the Bard）                                            | ショー     | オーランド                                |
| トライウィザード・スピリット・ラリー（Triwizard Spirit Rally）                                                      | ショー     | オーランド、日本                          |
| ワンド・スタディ（Wand Studies）                                                                                    | ショー     | 日本                                      |
| ホグワーツ・オールウェイズ（Hogwarts Always）                                                                       | ショー     | オーランド                                |
| 摩訶不思議サーカス（Le Cirque Arcanus）                                                                             | ショー     | オーランド                                |
| ワンド・マジック（Wand Magic）                                                                                      | ショー     | 日本                                      |
| ヒッポグリフ・マジカル・レッスン（Hippogriff Magical Lesson）                                                       | ショー     | 日本                                      |
| ホグズミード・マジカル・クリーチャーズ・ミート（Meet the Hogsmeade Magical Creatures）                              | ショー     | 日本                                      |
| ホグワーツ特急コンダクター（Hogwarts Express Conductor）                                                            | ショー     | 北京                                      |
| フローリアン・フォーテスキュー・アイスクリーム・パーラー（Florean Fortescue's Ice-Cream Parlour）                   | ダイニング | オーランド                                |
| ホッグズ・ヘッド（Hog's Head）                                                                                      | ダイニング | オーランド、ハリウッド、日本、北京        |
| 漏れ鍋（Leaky Cauldron）                                                                                            | ダイニング | オーランド                                |
| ザ・ファウンテン・オブ・フェア・フォーチュン（The Fountain of Fair Fortune）                                        | ダイニング | オーランド                                |
| ザ・ホッピング・ポット（The Hopping Pot）                                                                           | ダイニング | オーランド                                |
| 三本の箒（Three Broomsticks）                                                                                       | ダイニング | オーランド、ハリウッド、日本、北京        |
| カフェ・レール・ド・ラ・シレーヌ（Café L'air De la Sirène）                                                         | ダイニング | オーランド                                |
| エターナルズ・エリクサー・オブ・リフレッシュメント（Eternelle's Elixir of Refreshment）                             | ダイニング | オーランド                                |
| バタービール（Butterbeer）                                                                                          | ダイニング | オーランド、ハリウッド、日本、北京        |
| ボージン・アンド・バークス（Borgin and Burkes）                                                                     | ショップ   | オーランド                                |
| ダービシュ・アンド・バングズ（Dervish and Banges）                                                                  | ショップ   | オーランド、ハリウッド、日本、北京        |
| フィルチの没収品店（Filch's Emporium of Confiscated Goods）                                                         | ショップ   | オーランド、ハリウッド、日本、北京        |
| グリンゴッツ魔法銀行（Gringotts Money Exchange）                                                                    | ショップ   | オーランド                                |
| ハニーデュークス（Honeydukes）                                                                                      | ショップ   | オーランド、ハリウッド、日本、北京        |
| マダム・マルキンの洋装店（Madam Malkin's Robes for All Occasions）                                                  | ショップ   | オーランド                                |
| オリバンダーの店（ダイアゴン横丁）（Ollivanders Wand Shop in Diagon Alley）                                         | ショップ   | オーランド                                |
| オリバンダーの店（ホグズミード村）（Ollivanders Wand Shop in Hogsmeade）                                            | ショップ   | オーランド、ハリウッド、日本、北京        |
| ふくろう便＆ふくろう小屋（Owl Post & Owlery）                                                                       | ショップ   | オーランド、ハリウッド、日本、北京        |
| 高級クィディッチ用品店（Quality Quidditch Supplies）                                                                | ショップ   | オーランド                                |
| スクリビュウス（Scribbulus）                                                                                        | ショップ   | オーランド                                |
| シャッターボタンの写真館（Shutterbutton's Photography Studio）                                                      | ショップ   | オーランド                                |
| シュガープラムズ・スイートショップ（Sugarplum's Sweetshop）                                                         | ショップ   | オーランド                                |
| ワンズ・バイ・グレゴロビッチ（Wands by Gregorovitch）                                                               | ショップ   | オーランド                                |
| ウィーズリー・ウィザード・ウィーズ（Weasley's Wizard Wheezes）                                                      | ショップ   | オーランド                                |
| ワイズエーカー魔法用品店（Wiseacre's Wizarding Equipment）                                                          | ショップ   | オーランド、ハリウッド、日本、北京        |
| グラドラグス魔法ファッション店（Gladrags Wizardwear）                                                               | ショップ   | オーランド、ハリウッド、日本、北京        |
| ゾンコの「いたずら専門店」（Zonko's Joke Shop）                                                                     | ショップ   | オーランド、ハリウッド、日本、北京        |
| ホグズミード駅（Hogsmeade Station）                                                                                 | ショップ   | 北京                                      |
| コスム・アカジョールの魔法の杖（Cosme Acajor Baguettes Magiques）                                                   | ショップ   | オーランド                                |
| マジカル・メナジェリー（Magical Menagerie）                                                                         | ショップ   | オーランド                                |